# Tomáš Tatar
Pour les articles homonymes, voir Tatar (homonymie).
Tomáš Tatar (né le 1er décembre 1990 à Ilava en Tchécoslovaquie) est un joueur professionnel slovaque de hockey sur glace. Il évolue au poste d'attaquant.

## Biographie

### Carrière en club
Formé au HC Dubnica, il s'est ensuite aguerri avec le HC Dukla Trenčín avant de débuter en senior avec le HKm Zvolen dans l'Extraliga, l'élite slovaque. Au cours du repêchage d'entrée dans la KHL 2009, il est sélectionné en 1er ronde, en 15e position par le SKA Saint-Pétersbourg. Lors du repêchage d'entrée dans la LNH 2009, il est acquis au second tour, en 60e choix au total par les Red Wings de Détroit. Le 31 décembre 2010, il joue son premier match dans la Ligue nationale de hockey face aux Islanders de New York inscrivant son premier but. Il remporte la Coupe Calder 2013 avec les Griffins de Grand Rapids. Membre de l'organisation des Red Wings de Détroit de 2010 à 2018, il est échangé aux Golden Knights de Vegas en cours de saison 2017-2018.
Acquis des Golden Knights en compagnie de Nick Suzuki et d'un choix de 2e tour en échange de Max Pacioretty, il se joint à l'organisation des Canadiens de Montréal le 10 septembre 2018. Il marque son premier but avec sa nouvelle équipe le 13 octobre 2018 à Montréal contre les Penguins de Pittsburgh.
Il passe trois saisons avec les Canadiens et les deux suivantes au New Jersey avec les Devils. À sa dernière saison au New Jersey, il obtient 48 points dont 20 buts en 82 matchs. 
L'attaquant de 32 ans se joint à l'Avalanche du Colorado pour la saison 2023-2024 en signant un contrat de 1,5 million $. Après avoir porté le chandail de l'Avalanche quelques mois, il est échangé au Kraken de Seattle le 15 décembre 2023 contre un choix de 5e tour au repêchage de 2024. 

### Carrière internationale
Il représente la Slovaquie au niveau international. Il a participé aux sélections jeunes.

## Statistiques

### En club
| Saison     | Équipe                   | Ligue      |     | Saison régulière | Saison régulière | Saison régulière | Saison régulière | Saison régulière |    | Séries éliminatoires | Séries éliminatoires | Séries éliminatoires | Séries éliminatoires | Séries éliminatoires |
| Saison     | Équipe                   | Ligue      | PJ  | B                | A                | Pts              | Pun              | PJ               | B  | A                    | Pts                  | Pun                  |                      |                      |
| 2008-2009  | HKm Zvolen               | Extraliga  | 48  | 7                | 8                | 15               | 20               | 13               | 5  | 3                    | 8                    | 4                    |                      |                      |
| 2008-2009  | HC Detva                 | 1.liga     | 1   | 1                | 1                | 2                | 2                | -                | -  | -                    | -                    | -                    |                      |                      |
| 2009-2010  | Griffins de Grand Rapids | LAH        | 58  | 16               | 16               | 32               | 12               | -                | -  | -                    | -                    | -                    |                      |                      |
| 2010-2011  | Griffins de Grand Rapids | LAH        | 70  | 24               | 33               | 57               | 45               | -                | -  | -                    | -                    | -                    |                      |                      |
| 2010-2011  | Red Wings de Détroit     | LNH        | 9   | 1                | 0                | 1                | 0                | -                | -  | -                    | -                    | -                    |                      |                      |
| 2011-2012  | Griffins de Grand Rapids | LAH        | 76  | 24               | 34               | 58               | 45               | -                | -  | -                    | -                    | -                    |                      |                      |
| 2012-2013  | ŠHK 37 Piešťany          | Extraliga  | 8   | 5                | 5                | 10               | 6                | -                | -  | -                    | -                    | -                    |                      |                      |
| 2012-2013  | Red Wings de Détroit     | LNH        | 18  | 4                | 3                | 7                | 4                | -                | -  | -                    | -                    | -                    |                      |                      |
| 2012-2013  | Griffins de Grand Rapids | LAH        | 61  | 23               | 26               | 49               | 50               | 24               | 16 | 5                    | 21                   | 23                   |                      |                      |
| 2013-2014  | Red Wings de Détroit     | LNH        | 73  | 19               | 20               | 39               | 30               | 5                | 0  | 0                    | 0                    | 8                    |                      |                      |
| 2014-2015  | Red Wings de Détroit     | LNH        | 82  | 29               | 27               | 56               | 28               | 7                | 3  | 1                    | 4                    | 2                    |                      |                      |
| 2015-2016  | Red Wings de Détroit     | LNH        | 81  | 21               | 24               | 45               | 24               | 5                | 0  | 3                    | 3                    | 2                    |                      |                      |
| 2016-2017  | Red Wings de Détroit     | LNH        | 82  | 25               | 21               | 46               | 26               | -                | -  | -                    | -                    | -                    |                      |                      |
| 2017-2018  | Red Wings de Détroit     | LNH        | 62  | 16               | 12               | 28               | 24               | -                | -  | -                    | -                    | -                    |                      |                      |
| 2017-2018  | Golden Knights de Vegas  | LNH        | 20  | 4                | 2                | 6                | 10               | 8                | 1  | 1                    | 2                    | 2                    |                      |                      |
| 2018-2019  | Canadiens de Montréal    | LNH        | 80  | 25               | 33               | 58               | 34               | -                | -  | -                    | -                    | -                    |                      |                      |
| 2019-2020  | Canadiens de Montréal    | LNH        | 68  | 22               | 39               | 61               | 36               | 10               | 2  | 0                    | 2                    | 4                    |                      |                      |
| 2020-2021  | Canadiens de Montréal    | LNH        | 50  | 10               | 20               | 30               | 8                | 5                | 0  | 1                    | 1                    | 2                    |                      |                      |
| 2021-2022  | Devils du New Jersey     | LNH        | 76  | 15               | 15               | 30               | 22               | -                | -  | -                    | -                    | -                    |                      |                      |
| 2022-2023  | Devils du New Jersey     | LNH        | 82  | 20               | 28               | 48               | 30               | 12               | 1  | 0                    | 1                    | 4                    |                      |                      |
| 2023-2024  | Avalanche du Colorado    | LNH        | 27  | 1                | 8                | 9                | 10               | -                | -  | -                    | -                    | -                    |                      |                      |
| 2023-2024  | Kraken de Seattle        | LNH        | 43  | 8                | 7                | 15               | 10               | -                | -  | -                    | -                    | -                    |                      |                      |
| Totaux LNH | Totaux LNH               | Totaux LNH | 853 | 220              | 259              | 479              | 296              | 52               | 7  | 6                    | 13                   | 24                   |                      |                      |

### En équipe nationale
| Année | Équipe        | Compétition                 |    | PJ | B | A  | Pts | Pun | +/-               |  | Résultat |
| 2009  | Slovaquie U20 | Championnat du monde junior | 7  | 7  | 4 | 11 | 4   | -2  | 4e place          |  |          |
| 2010  | Slovaquie U20 | Championnat du monde junior | 6  | 3  | 2 | 5  | 6   | +2  | 8e place          |  |          |
| 2010  | Slovaquie     | Championnat du monde        | 6  | 2  | 0 | 2  | 4   | -2  | 12e place         |  |          |
| 2012  | Slovaquie     | Championnat du monde        | 10 | 2  | 3 | 5  | 0   | +1  | Médaille d'argent |  |          |
| 2014  | Slovaquie     | Jeux olympiques             | 4  | 1  | 1 | 2  | 2   | +1  | 11e place         |  |          |
| 2015  | Slovaquie     | Championnat du monde        | 6  | 0  | 2 | 2  | 6   | -1  | 9e place          |  |          |
| 2016  | Équipe Europe | Coupe du monde              | 6  | 3  | 0 | 3  | 0   | 0   | Finaliste         |  |          |
| 2019  | Slovaquie     | Championnat du monde        | 7  | 2  | 4 | 6  | 4   | +3  | 9e place          |  |          |
| 2022  | Slovaquie     | Championnat du monde        | 8  | 3  | 3 | 6  | 0   | +2  | 8e place          |  |          |
| 2024  | Slovaquie     | Championnat du monde        | 8  | 1  | 5 | 6  | 8   | +3  | 7e place          |  |          |

## Trophées et honneurs personnels

### Ligue américaine de hockey
- 2012-2013 : remporte le trophée Jack-A.-Butterfield (meilleur joueur des séries éliminatoires)